# 林小湛
林小湛（英語：Alannah Ong，1940年6月12日—），香港鋼琴家、演員、作家、編劇、戲劇指導和社交禮儀導師。
林小湛自幼習琴，於1959年英國皇家音樂委員會香港考試獲最高分，其後赴英國皇家音樂學院深造，獲演奏及教授院士文憑。其後，林小湛返港教授音樂，並身兼多種藝術創作的身份。1980年代起，林小湛開展演員的生涯，參演美加及香港的影視作品。

## 生平
林小湛於澳門出生，其父林湛於陸軍士官學校首名畢業，獲日皇賜予寶劍。林父其後成為陸軍中將，並前往美國西點軍校受訓。林父在抗日戰爭後退役，
1962年在香港培正中學任訓育主任不久後，前往澳門培正中學擔任校長12年，至1974年退休，翌年在港逝世。其母鮑以文則為香港培正小學的老師及畫家，擅水墨畫。鮑氏於1970年代退休後赴加拿大渥太華生活，並成立了渥太華培正同學會，並在當地的僑界社團極負盛名。
林小湛一家在二戰結束後返回廣州生活，她則在當時受老師影響，在五歲時開始練琴，並於八、九歲第二次國共內戰期間，舉家遷到香港生活。林小湛在青年時期在香港島學習鋼琴及小提琴，並邂逅後來的丈夫洪逸濱，擔任他的鋼琴伴奏。林小湛在十九歲時，在皇家音委鋼琴第八級考試中獲全港最高分，並獲考官推薦她到皇家音樂學院深造。1964年，林小湛在皇家音樂學院獲得演奏院士及教授院士文憑後，返港在新法書院任教音樂，張艾嘉曾為她的學生。
1967年，林小湛一家在六七暴動發生後移民加拿大，她在當地的大學任教鋼琴演奏、鋼琴教學法及表演。同時，她在卡加利的亞伯達理工學院攻讀電視電台舞台學，並於1973年畢業。1970年至1973年間，林小湛在皇家山學院擔任音樂系教授，並於1973年至1980年間，在渥太華大學擔任音樂系教授。
同時，林小湛加入加拿大國防部樂團，並接受四個月的軍事訓練，只能在週末及假日繼續學業，並成為加拿大軍隊樂團史上首位女團員。她在1975年至1980年間，在麗都廳（加拿大總督官邸）英國王室成員和外國政要出席的場合演奏，並曾在英女王伊莉沙白二世的國宴上為她演奏，1977年獲英女王銀禧獎章。
1985年，林小湛在45歲時起興成為演員，並立刻尋找經理人公司開始拍廣告及電視劇，活躍於美加的娛樂圈。1987年，林小湛在電影《富貴再逼人》拍攝期間返港，並獲製作人員邀請參與拍攝，首度參演香港影視作品。該電影後來前往溫哥華拍攝，她擔任電影在當地的製作統籌。其後，她認識了無綫電視藝員科的工作人員，並與其學生李明慧（1997年香港小姐競選亞軍）在1997年回流返港，加入無綫電視拍攝電視劇。她在處境喜劇《真情》中，飾演高校長一角在觀眾之中留下深刻印象。
林小湛在返港生活後，成立演藝學院授課，並到不少學校教授演藝課程。另外，她在溫哥華生活期間，已開始教授社交禮儀，並在幼稚園至大學的年齡層皆有教授經驗，希望將禮儀帶入學校。近年，她為政府機構、大公司、企業家等，擔任形象及禮儀培訓的工作。

## 個人生活
林小湛的丈夫為小提琴家洪逸濱，兩人於英國結婚，並育有一子一女。

## 演出作品

### 電影
| 年份   | 片名                                   | 角色           | 製作地 | 備註     |
| ------ | -------------------------------------- | -------------- | ------ | -------- |
| 1985年 | Chung Chuck                            |                | 加拿大 | 電視電影 |
| 1988年 | 富貴再逼人                             | 宴會貴賓       | 香港   | 客串     |
| 1994年 | 雙喜                                   | 李媽媽         | 加拿大 |          |
| 1997年 | Helena's Hex                           | Rebecca的媽媽  | 加拿大 |          |
| 1998年 | Circle of Deceit                       | Marta          | 美國   | 電視電影 |
| 1998年 | One Hot Summer Night                   | Lisa           | 美國   | 電視電影 |
| 1999年 | 勾魂惡夢                               |                | 香港   |          |
| 1999年 | 特警新人類                             | 警務處助理處長 | 香港   |          |
| 1999年 | 目露凶光                               | 李主席太太     | 香港   |          |
| 2000年 | 鬼名模                                 | 蘭姨           | 香港   |          |
| 2002年 | Long Life, Happiness & Prosperity      | Tam            | 美國   |          |
| 2003年 | First to Die                           | 管家           | 美國   | 電視電影 |
| 2004年 | 戀情告急                               | Victor的媽媽   | 香港   |          |
| 2004年 | Billy Buckwheat and Madame White Snake | Nan            | 加拿大 | 電視電影 |
| 2004年 | 放電紐約                               | Ma Bang        | 美國   |          |
| 2007年 | The Counting House                     | Maggie         | 意大利 |          |
| 2008年 | 十分鍾情                               |                | 香港   |          |
| 2010年 | 全城戒備                               | 夜總會現場觀眾 | 香港   |          |
| 2015年 | 五個小孩的校長                         | 校監太太       | 香港   |          |
| 2015年 | 籠中雀                                 | Shirley Chan   | 香港   | 短篇電影 |
| 2015年 | 骨肉相連                               | Boss Wang      | 香港   | 短篇電影 |
| 2017年 | Transformed                            | Yu Sum Liu     | 香港   |          |
| 2017年 | Meditation Park                        | May            | 加拿大 |          |
| 2023年 | 毒舌大狀                               | 鍾林以逸       | 香港   |          |
| 2024年 | 女兒的女兒                             | 金老太         | 台灣   |          |

### 電視劇
| 年份   | 電視台    | 劇名                                 | 角色                           | 製作地     | 備註        |
| ------ | --------- | ------------------------------------ | ------------------------------ | ---------- | ----------- |
| 1986年 | CBC       | The Beachcombers                     | Lin                            | 加拿大     | 第15季第9集 |
| 1987年 | CBC       | Danger Bay                           | Dr. Soo                        | 加拿大     | 第4季第12集 |
| 1989年 | FOX       | 龍虎少年隊                           | Mrs. Van Luy                   | 美國       | 第3季第7集  |
| 1990年 | YTV       | The Adventures of the Black Stallion | 林小湛                         | 加拿大     | 第1季第1集  |
| 1991年 | CTV       | E.N.G.                               | 護士                           | 加拿大     | 第3季第5集  |
| 1992年 | CBC       | Northwood                            |                                | 加拿大     | 第3季第3集  |
| 1992年 | CTV       | Neon Rider                           | 秘書                           | 加拿大     | 第3季第1集  |
| 1997年 | Showtime  | The Outer Limits                     | 記者                           | 美國       | 第3季第10集 |
| 1997年 | TVB       | 真情                                 | 葉貞貞                         | 香港       |             |
| 1997年 | TVB       | 鑑證實錄                             | 白綺綾                         | 香港       |             |
| 1998年 | UPN       | The Sentinel                         | Sally Wong                     | 美國       | 第3季第17集 |
| 1998年 | CTV       | Cold Squad                           | Irene                          | 加拿大     | 第1季第8集  |
| 1998年 | FOX       | 千年追凶                             | Jennifer                       | 美國       | 第2季第17集 |
| 1999年 | TVB       | 鑑證實錄II                           | 白綺綾                         | 香港       |             |
| 1999年 | TVB       | 千里姻緣兜錯圈                       | 姚秀玲                         | 香港       |             |
| 2000年 | TVB       | 新鮮人                               |                                | 香港       |             |
| 2001年 | TVB       | 娛樂反斗星                           | 鄭太                           | 香港       |             |
| 2002年 |           | Flatland                             |                                | 美國       | 第1季第8集  |
| 2003年 | ATV       | 萬家燈火                             | 葉菁                           | 香港       |             |
| 2003年 | ATV       | 暴風型警                             | 張亦慶                         | 香港       |             |
| 2004年 | ATV       | 子是故人來                           | 高小尤                         | 香港       |             |
| 2008年 | NHK、RTHK | 幸福的味道                           | 劉女士                         | 日本及香港 |             |
| 2012年 |           | Mister French Taste                  | Mrs. Meredith Hung             | 美國及香港 | 第1季第1集  |
| 2020年 | CTV       | For the Record                       | Joy                            | 加拿大     | 第1季第5集  |
| 2023年 | ViuTV     | 極度俏郎君                           | 「長期監禁刑罰覆核委員會」委員 | 香港       | 第一集      |
| 2024年 | ViuTV     | 無人之境                             | 羅老太                         | 香港       |             |

## 獎項
- 1977年：英女王銀禧獎章（英语：Queen Elizabeth II Silver Jubilee Medal）

## 外部連結
- 林小湛的Facebook專頁
- 林小湛在互联网电影资料库（IMDb）上的資料（英文）
- 林小湛的香港影庫 （页面存档备份，存于）